# Kapela Marije Pomagaj, Salvador, Bahia
Kapela Marije Pomagaj (portugalsko Capela de Nossa Senhora da Ajuda, Capela da Ajuda) je rimskokatoliška cerkev iz 20. stoletja v Salvadorju, Bahia, Brazilija. Stoji na mestu istoimenske cerkve, ki so jo zgradili jezuiti leta 1549, ena prvih v Braziliji. Današnjo cerkev je zasnoval italijanski arhitekt Julio Conti v neomanuelinskem slogu in je bila posvečena leta 1932. Je v lasti rimskokatoliške nadškofije São Salvador da Bahia, posvečena je Mariji Pomagaj in hrani številna originalna dela umetnosti zgodnjega kolonialnega obdobja. Nacionalni inštitut za zgodovinsko in umetniško dediščino (IPHAN) je leta 1938 kapelo Marije pomoči uvrstil med zgodovinske stavbe in je del zgodovinskega središča Salvadorja na Unescovem seznamu svetovne dediščine.

## Zgodovina
Prvi jezuiti so prispeli v Brazilijo v Armadi prvega generalnega guvernerja Toméja de Souse. Jezuiti so leta 1549 pod vodstvom Manuela da Nóbrega (1517-1570) zgradili prvo kapelo Marije Pomagaj. Bila je preprosta stavba s slamnato streho in je bila zgrajena kot del gradnje mesta Salvador. Stala je znotraj ograjenega zgornjega dela Salvadorja, ki je bilo včasih obdano s palisado za zaščito naseljencev. Cerkev je bila posvečena Mariji Pomagaj, kar je bilo ime ene od ladij flote Toméja de Souse.
Cerkev je poleg jezuitov služila kot župnijski sedež; Manuel Lourenço je bil prvi duhovnik župnije. Z ustanovitvijo škofije Bahia leta 1551 je škof Dom Pedro Fernandes Sardinha (1496-1556) cerkev spremenil v prvo stolnico Bahie, imenovano Sé da Palha (Slamnata stolnica) in se naselil v neposredni bližini cerkve. Tako škofija kot jezuiti so kasneje v 16. stoletju začeli zasedati koščke zemlje zunaj mestnega obzidja; škofje so postavili pravo stolnico, jezuiti pa so zgradili ločen kolegij in cerkev.
Kapelo Marije Pomagaj so morali do sredine 16. stoletja prezidati; stavbo iz kamna in apna je leta 1579 dokončal škof Sardinha. Pri prenovi leta 1877 so našli spominski napis J.H.S. 1579 z letnico. Kapela je ostala v lasti jezuitov do njihovega izgona iz Brazilije leta 1759. Cerkev je bila nato opuščena. Do leta 1823 ni bila v uporabi, ko je bila predana verski bratovščini Irmandade do Senhor do Bom Jesus do Passos e Vera Cruz (Bratstvo Gospoda Bom Jesus do Passosa in Vera Cruza). Cerkev iz kolonialnega obdobja je bila porušena leta 1912 pod vodstvom nadškofa Jerônima Toméja da Silve (1849-1924) med obsežno urbanistično reformo Salvadorja. Struktura je bila razdeljena na pol, da se je prilagodila majhni dovozni cesti za sedanjo stavbo.
Leta 1912, ko je bila kolonialna cerkev porušena, je bila sedanja cerkev ponovno zgrajena po projektu italijanskega arhitekta Júlia Contija in slavnostno odprta leta 1932 in so jo posvetili leta 1932. Slog, izbran za novo stavbo, je bil neogotski-neomanuelinski, ki ga je navdihnil dekorativni slog, ki je veljal na Portugalskem v dobi odkritij. Istega leta je bil pred cerkev postavljen doprsni kip patra Manuela da Nóbrega, najvidnejšega jezuita v času gradnje templja. Doprsni kip je izdelal kipar Pasquale de Chirico, nahajal se je v Terreiro de Jesus in bil prenesen na to lokacijo.

## Struktura
Kapelo Marije Pomagaj sestavljajo cerkvena ladja, kor, ena stranska kapela in zakristija. Ima majhno ograjeno cerkveno dvorišče; kip očeta Nóbrega stoji zunaj ograje. Tipologija fasade je sledila vzorcu sakralnih stavb iz 16. in 17. stoletja v koloniji, s trikotnim zatrepom z okulusom, kamnitimi vogali, ki jih v vogalih zaključujejo fiale, in tremi portali na vhodu. Leta 1843 je prejela plošče, ki jih je naslikal José Rodrigues Nunes.

### Notranjost
Notranjost kapele Marije Pomagaj je dom številnim umetninam iz kolonialnega obdobja. Podoba Marije Pomagaj je domnevno ista podoba, ki jo je leta 1549 prinesel Tome de Souza; je na velikem oltarju cerkve. Lesena prižnica je iz 17. stoletja; António Vieira (1608-1697), portugalski jezuitski pridigar in pisatelj, je imel več pridig z iste prižnice, in sicer Pridigo za dober uspeh portugalskega orožja proti nizozemskemu leta 1640. Kristusova podoba z naslovom Nosso Senhor dos Passos (Naš Gospod križevega pota) je v zakristiji in je delo Félixa Pereire Guimarãesa. Druga podoba Kristusa z istim imenom je v stranski kapeli cerkve; je neznanega avtorja, vendar verjetno iz Portugalske.
Stene in stropi so okrašeni s slikami Oresteja Sercilleja in njegovega sina Bruna Sercilleja. Glavni vitraj cerkve, viden na sredini fasade cerkve, ima podobo Marije Pomagaj, obdano z lilijami in pasom zvezd.

## Zaščiten status
Kapelo Marije Pomagaj je Zavod RS za zgodovinsko in umetnostno dediščino leta 1938 uvrstil med zgodovinske objekte. Vpisana je v Knjigo zgodovinskih del št. 121.